# Kowala Druga
Kowala Druga – wieś w Polsce położona w województwie lubelskim, w powiecie opolskim, w gminie Poniatowa.
Za Królestwa Polskiego istniała gmina Kowala.
W latach 1975–1998 miejscowość administracyjnie należała do ówczesnego województwa lubelskiego.
Wieś stanowi sołectwo w gminie Poniatowa. Według Narodowego Spisu Powszechnego z roku 2011 wieś liczyła 976 mieszkańców.

## Części miejscowości
| SIMC    | Nazwa | Rodzaj    |
| ------- | ----- | --------- |
| 1023150 | Kresy | część wsi |

## Historia
Kowala dawniej także Kowale, wieś notowana w źródłach od roku 1359. W tymże roku Kazimierz Wielki zaświadcza, że Sięgniew Goworkowjc z Opola odstąpił część Kowali z dopłatą 500 grzywien Stefanowi i Beroldowi z Wrzaw w zamian za wieś Słupczę w ziemi sandomierskiej. W roku 1368 Kazimierz Wielki przenosi Kowalę na prawo średzkie, dziedzicem Kowali był wówczas Sięgniew z Opola i Słupcy. W 1409 Nieustęp z Głuska zastawia Kowalę i Wolę Kowalską swej siostrze Dziersławie i jej mężowi Wojciechowi za 70 grzywien z tytułu oprawy posagu.
Od połowy XV wieku do czasu kasaty Opactwa łysogórskiego w 1819 roku, dziesięciny z ról kmiecych w Kowali oddają w części konwentowi świętokrzyskiemu w części zaś plebanowi Opola (Długosz L.B. t.II 569; III 253), w tym czasie jak podaje Długosz dziedzicami byli Jana Łukasz ze Słupczy herbu Rawa i Jana Drzewiecki herbu Ciołek. W XVII wieku Barbara Słupecka (1652) płaci konwentowi świętokrzyskiemu za dziesięciny ze wsi Kowala, Wola Kowalska, Wrzelów i Szczekarków 60 złotych.
W 1850 roku właścicielem wsi Kowala stał się Poraziński. Obszary stopniowo przechodzą do rąk chłopów i w r. 1900 znika dwór i folwark, a na ich miejsce powstaje kolonia Kowala nr 1 i nr 2. Kolonistami są przeważnie przybysze znad Wisły i okolic. Stara wieś, kolonia nr 1 i nr 2 stanowią osiedle „Kowala”. Ludność zamożna, na starej wsi przeważają gospodarze 40 morgowi, na koloniach od 20–30 morgowi. Wskutek przyrostu ludności wieś biednieje następuje rozdrobnienie. W roku 1938 jest już tylko 15 gospodarzy ponad 20 morgowych a przeważają gospodarstwa małorolne od 3 do 7 morgów oraz 7–12 morgów.